# بئاته شرام
بئاته شرام (انگلیسی: Beate Schramm؛ زادهٔ ۲۱ ژوئن ۱۹۶۶) قایقران روئینگ اهل آلمان بود.
وی در مسابقات کشوری و بین‌المللی در مجموع برندهٔ ۷ مدال طلا شده‌است.